# Astrostato
Un astrostato (De astro y del Gr statós, estacionario) es un instrumento usado antiguamente, formado por una lente móvil que servía para seguir cualquier estrella en su aparente movimiento diurno mediante un aparato de relojería.